# Herning Floorball Club
 Herning Floorball Club er en dansk floorball klub stiftet i 1992. Klubben har et herrehold i 1. division.
Holdets bedste resultater til dato er 2 bronzemedaljer i Floorball-Ligaen.

## Ekstern Henvisining
- Klubbens officielle hjemmeside Arkiveret 14. januar 2012 hos  Wayback Machine

| Sport | Spire Denne artikel om sport er en spire som bør udbygges. Du er velkommen til at hjælpe Wikipedia ved at udvide den. |